# Deutsche Allgemeine Zeitung (1843–1879)
Die Deutsche Allgemeine Zeitung (DAZ) war eine vom 1. April 1843 bis zum 31. Dezember 1879 erschienene Tageszeitung. Das Blatt wurde in Leipzig vom Brockhaus-Verlag herausgegeben und erschien im Lauf der Jahrzehnte mit ungezählten Beilagen unter dem Oberbegriff „Extrablatt“. Vorläuferin der täglich erschienenen Schrift war die seit dem 1. Oktober 1837 bis zum 30. März 1843 erschienene Leipziger Allgemeine Zeitung.
Eine gleichnamige, spätere Tageszeitung, die jeweils mit einer Morgen- und Abendausgabe in Berlin erschien, war die nur wenige Tage nach dem Beginn der Weimarer Republik erstmals am 12. November 1918 bei der Norddeutschen Buchdruckerei und Verlagsgesellschaft erschienene Deutsche Allgemeine Zeitung.